# Ngựa Boerperd
Bản mẫu:Thông tin động vật breed
Ngựa Boerperd là một giống ngựa hiện đại có nguồn gốc từ Nam Phi. Giống ngựa này là phiên bản ngựa được phục hồi của Ngựa Cape truyền thống hoặc Ngựa Boer cũ, giống hiện nay đã tuyệt chủng.:105

## Lịch sử
Nguồn gốc của ngựa Cape có dấu mốc đầu tiên qua việc những con ngựa được nhập khẩu vào miền nam châu Phi từ Java năm 1653. Giữa năm 1770 và 1790 đã có một số lai giống với ngựa Thoroughbred. Nhiều con ngựa Cape đã được xuất khẩu sang Ấn Độ vào thế kỷ XIX. Những con ngựa đầu tiên được nhập khẩu vào Úc là giống ngựa này, do đó góp phần vào sự phát triển của giống ngựa Waler Úc.:207 Ngựa Basuto và Ngựa Namaqua cũng có nguồn gốc từ nó.
Trong cuộc chiến Boer kéo dài từ năm 1880 và 1902, nhiều con ngựa Boer kiểu cũ đã bị giết: một số đã chết trong cuộc chiến, trong khi nhiều con bị bắn chết tại trang trại Boer bởi người Anh. Đến cuối cuộc chiến, số lượng ngựa Bỏe đã suy giảm đáng kể và những nỗ lực bảo tồn đã bắt đầu. Từ năm 1905 đến khoảng năm 1920, những con ngựa có thể được đăng ký với hiệp hội các nhà lai tạo ngựa Transvaal.
Một hiệp hội các nhà tạo giống, Hiệp hội những người tạo giống Kaapse Boerperd ở Nam Phi, được thành lập vào năm 1948. Một hiệp hội riêng biệt, Hiệp hội Boerperd của Nam Phi, được thành lập vào năm 1973. Nó đã trở thành Hội những người tạo giống Boerperd trong năm 1977 và SA Boerperd vào năm 1998. Lịch sử Boerperd đã được Bộ Nông nghiệp công nhận năm 1996. Cả hai hiệp hội đều là thành viên của Hiệp hội Sách về giống SA.